# Simon Forsberg
Simon Forsberg, född 1983, är en svensk sångare och entreprenör i träningsbranschen
Forsberg deltog i Melodifestivalen 2011 med "Tid att andas" av Fredrik Kempe. Låten kom på åttonde plats i den tredje deltävlingen och gick inte vidare. Simon deltog även i den andra säsongen av Fame Factory 2003.
Forsberg har varit engagerad i HBTQ-frågan inom idrottsrörelsen och blev för det utsedd till Mr Gay Sweden 2010. Simon har bakgrund som friidrottare.